# Sydney McLaughlin-Levrone
Pour les articles homonymes, voir McLaughlin.
Sydney McLaughlin-Levrone (née McLaughlin le 7 août 1999 à New Brunswick) est une athlète américaine, spécialiste du 400 mètres et du 400 mètres haies.
Elle est l'actuelle détentrice du record du monde du 400 mètres haies en 50 s 37 et est la première femme de l'histoire à être descendue sous les 52 secondes, puis sous les 51 secondes.
Elle est championne olympique en 2021 à Tokyo, championne du monde en 2022 à Eugene, et à nouveau championne olympique en 2024 à Paris, améliorant à chaque occasion le record du monde. Avec le relais 4 × 400 m américain, elle remporte également la médaille d'or aux Mondiaux 2019 et 2022 et aux Jeux olympiques de Tokyo et de Paris.

## Biographie

### Qualifiée aux JO dès l'âge de 16 ans (2016)

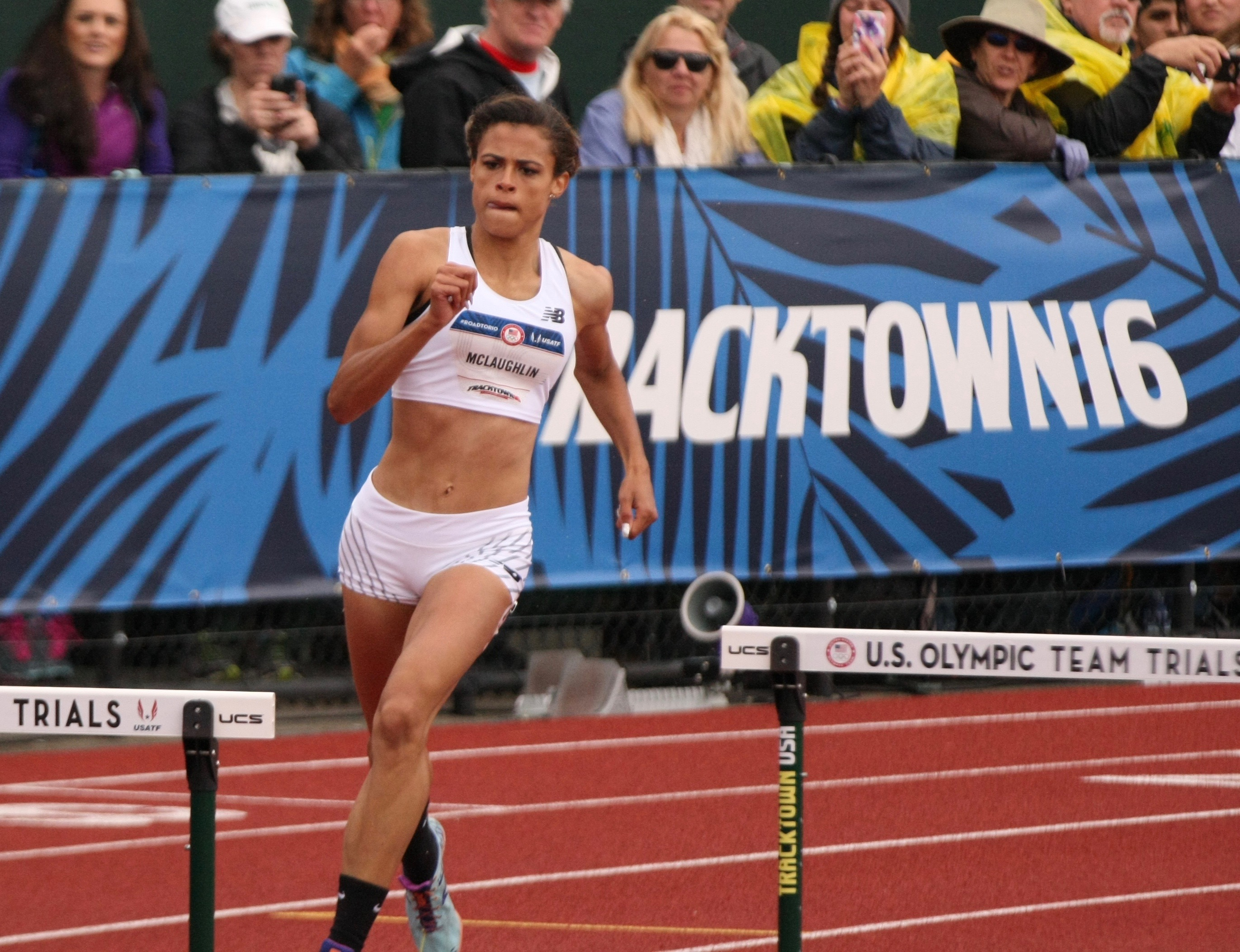
Sydney McLaughlin lors des sélections olympiques américaines 2016.

Elle remporte le 400 m haies lors des championnats du monde jeunesse 2015 avec le record des championnats. C'est la sœur de Taylor McLaughlin (es), vice-champion du monde junior 2016 sur 400 m haies.
En 2016, elle bat le record du monde cadets avec 54 s 46 puis bat le record du monde junior en 54 s 15 pour se qualifier lors des sélections olympiques américaines le 10 juillet 2016, alors qu'elle n'a que 16 ans : c'est la plus jeune Américaine à se qualifier pour les Jeux olympiques depuis 1972. À Rio de Janeiro, elle atteint les demi-finales du 400 m haies.
Le 12 mars 2017, à Berkeley, elle établit la troisième meilleure performance mondiale junior en salle de tous les temps sur 400 m, en 51 s 61. Le 2 juin, elle améliore son propre record du monde junior à Egg Harbor en 54 s 03. La semaine précédente, sur ce même stade, elle réalisait 23 s 19 au 200 m. Le 25 juin, elle termine 6e des Championnats des États-Unis en 53 s 82 (record du monde junior), dans la course la plus relevée de l'histoire. Malheureusement, elle ne pourra se qualifier aux mondiaux de Londres puisque seules les trois premières sont sélectionnées.

### Révélation de l'année (2018)
Pour la saison 2018, l'Américaine a choisi de courir pour son université, l'Université du Kentucky, au lieu de devenir pro. Son nouvel entraîneur, le sulfureux Edrick Floréal, coach de Kendra Harrison et de Kori Carter, a annoncé que McLaughlin ne s'alignerait que sur le 100 m haies pour la saison 2018, afin de gagner en vitesse sur le tour de piste. Le 25 février, McLaughlin bat le record du monde junior en salle du 400 m en courant en 50 s 52. Le 10 mars, lors des championnats NCAA en salle à College Station, elle porte ce record du monde junior du 400 m à 50 s 36 en terminant deuxième derrière Kendall Ellis. Les 29 et 30 mars, aux Texas Relays d'Austin, Sydney McLaughlin réalise des performances extraordinaires sur 200 et 400 m, courant en 22 s 39 et 50 s 07, pour devenir la 4e et la 5e meilleure performance mondiale junior de l'histoire. Le 27 avril 2018, à Fayetteville, elle améliore de nouveau son record du monde junior du 400 m haies en parcourant la distance en 53 s 60.
Elle enchaîne, le 13 mai un nouveau 400 m haies où elle réalise la 7e meilleure performance de tous les temps en 52 s 75. Championne NCAA sur 400 m haies, elle est invaincue lors de la saison 2018 sur 400 m et 400 m haies, et est nommée révélation de l'année par l'IAAF.

### Championne du monde avec le relais 4 x 400 m et vice-championne du monde sur 400 m haies (2019)

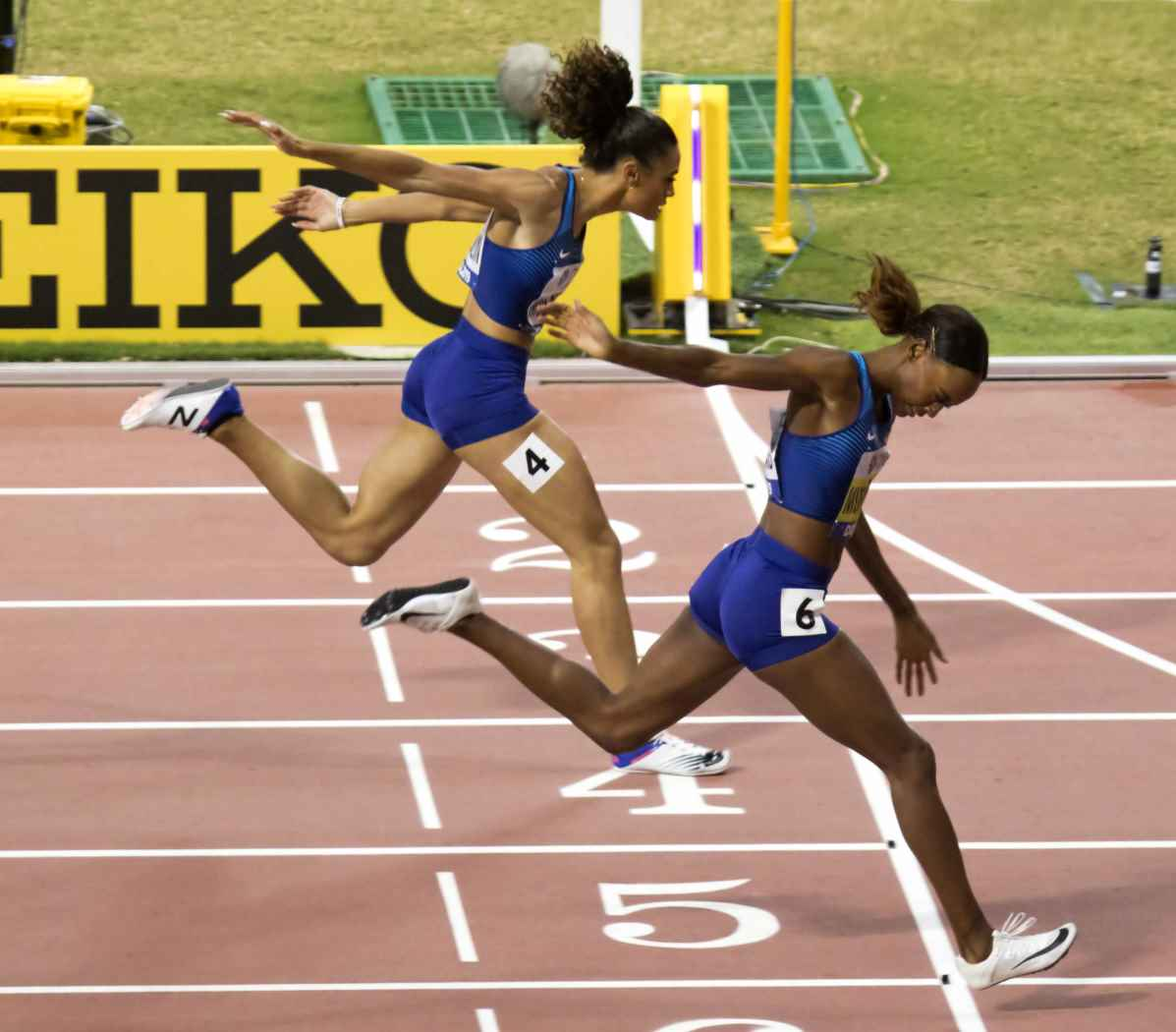
Sydney McLaughlin battue par Dalilah Muhammad lors des championnats du monde 2019 à Doha.

Pour sa première saison chez les professionnels, Sydney McLaughlin remporte de nombreux meetings sur 400 m haies, notamment à Marseille le 2 juillet en 53 s 72, ou encore à Monaco le 12 juillet en 53 s 32. Le 29 août, elle s'impose lors des finales de la Ligue de diamant à Zurich en 52 s 85, devant deux autres Américaines, Shamier Little et Dalilah Muhammad.
Elle termine 2e des championnats du monde 2019 à Doha et devient la deuxième meilleure performeuse mondiale de l'histoire sur la distance en 52 s 23, derrière sa compatriote Dalilah Muhammad qui s'impose en améliorant son propre record du monde (52 s 20) dans un temps de 52 s 16. Elle décroche ensuite la médaille d'or avec le relais 4 x 400 m en compagnie de Dalilah Muhammad, Phyllis Francis et Wadeline Jonathas, avec trois secondes d'avance sur la Pologne et la Grande-Bretagne.

### Double titre olympique et record du monde du 400 m haies (2021)

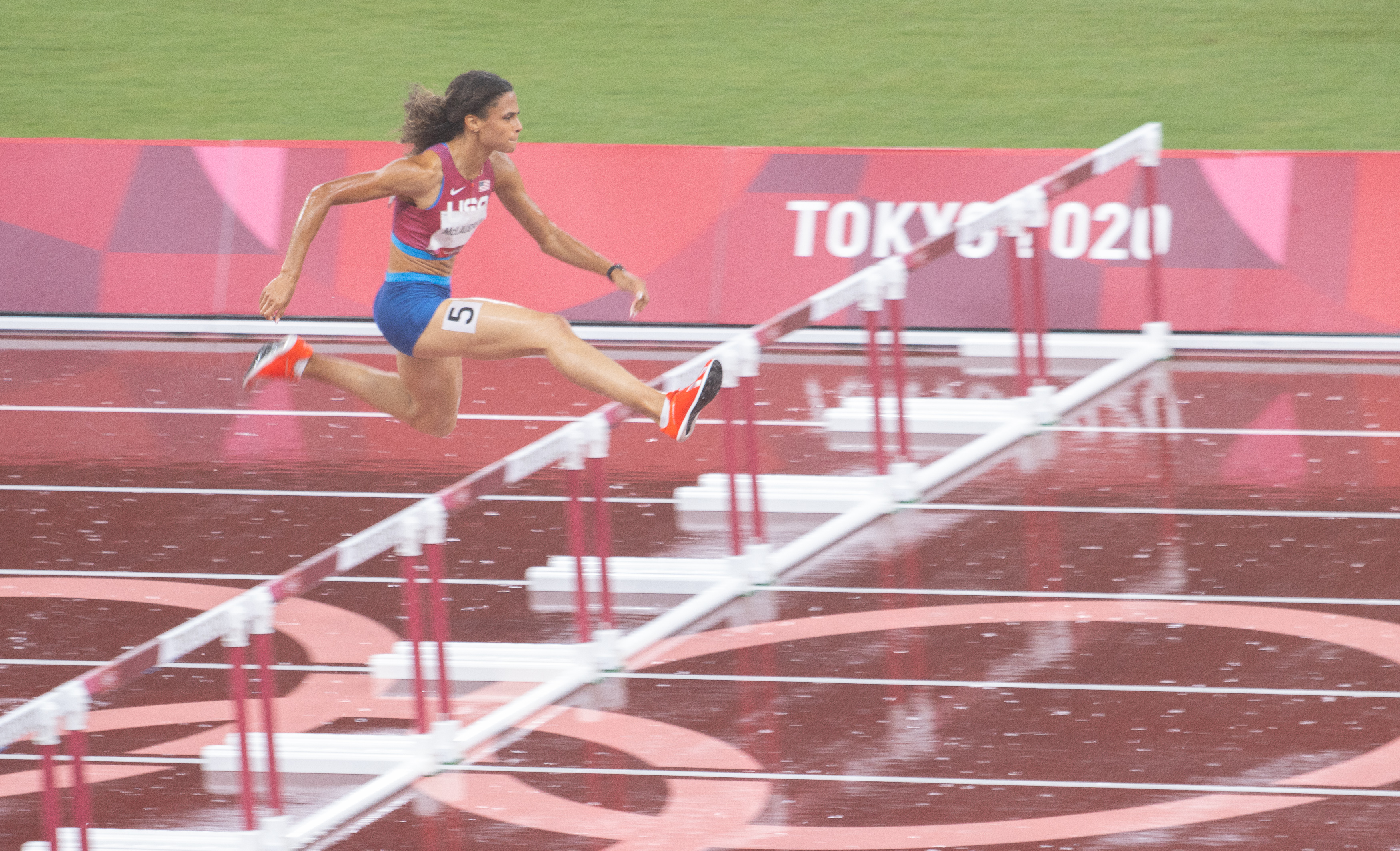
Sydney McLaughlin en 2021 à Tokyo au cours des Jeux olympiques.

Le 12 février, elle annonce qu'elle s'entraîne désormais avec Bob Kersee, qui coache également l'américaine Allyson Felix.
Pour son premier 400 m haies depuis les Mondiaux 2019 de Doha, l'Américaine réalise la meilleure performance mondiale de l'année en 52 s 83 lors d'un meeting à Nashville, devenant la première femme de l'année à descendre sous la barre des 53 secondes. Lors des sélections olympiques américaines disputées à Eugene en juin, elle réalise une dernière ligne droite superbe en finale du 400 m haies pour franchir la ligne en 51 s 90, nouveau record du monde de la discipline. Elle efface des tablettes l'ancien record de sa compatriote Dalilah Muhammad (52 s 16) et surtout devient la première femme de l'histoire à descendre sous la barrière des 52 secondes.
Aux Jeux Olympiques de Tokyo, McLaughlin est sacrée championne olympique du 400 m haies en portant son propre record du monde à 51 s 46, soit 44 centièmes de mieux que le précédent. Contrairement aux Mondiaux de Doha, elle devance sur la ligne Dalilah Muhammad, auteure pourtant de la deuxième performance de tous les temps avec 51 s 58. Pour la quatrième fois en deux ans, le duel entre les deux Américaines a débouché sur un nouveau record du monde. Les deux femmes se retrouvent d'ailleurs deux jours après pour le relais 4 x 400 m en compagnie de Allyson Felix (médaillée de bronze sur 400 m à Tokyo) et Athing Mu (titrée sur 800 m). Ensemble, elles gagnent facilement la course en 3 min 16 s 85 devant la Pologne et la Jamaïque, signant le cinquième meilleur temps de l'histoire et le plus rapide depuis 1993.

### Championne du monde et nouveaux records du monde (2022)

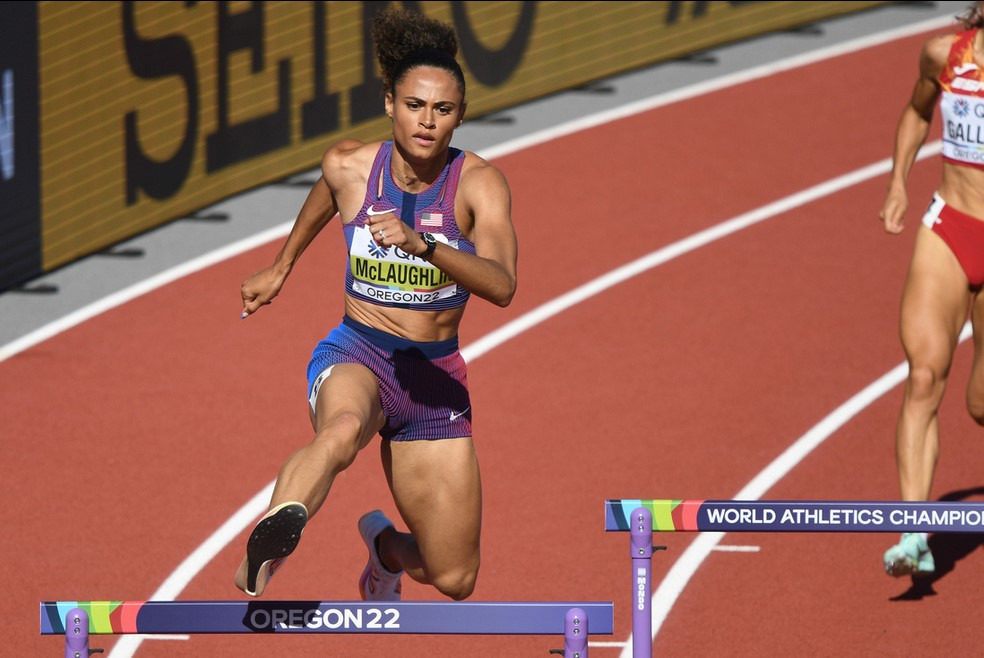
Sydney McLaughlin lors des championnats du monde 2022.

En mai 2022, Sydney McLaughlin épouse Andre Levrone Jr. et concourt sous son nom marital Sydney McLaughlin-Levrone.
Elle dispute le premier 400 m haies de la saison le 5 juin 2022 à l'occasion du Music City Track Carnival Festival à Nashville et s'impose dans le temps 51 s 61. Le 25 juin 2022, en finale des Championnats des États-Unis à Eugene, Sydney McLaughlin conserve son titre national et établit un nouveau record du monde, son troisième en l'espace d'un an, en réalisant le temps de 51 s 41 en finale.
Lors des championnats du monde 2022, toujours à l'Hayward Field de Eugene, Sydney McLaughlin remporte le 23 juillet 2022 le titre mondial en 50 s 68, améliorant considérablement son propre record du monde (73/100e de seconde), et devenant la première athlète à franchir la barrière des 51 secondes après être passé sous celle des 52 secondes 13 mois plus tôt. Elle distance largement Femke Bol (52 s 27) et Dalilah Muhammad (53 s 13), respectivement 2e et 3e de l'épreuve. Elle remporte par ailleurs la finale du relais 4 × 400 m en compagnie de Talitha Diggs, Abby Steiner et Britton Wilson . L'équipe américaine établit la meilleure performance mondiale de l'année en 3 min 17 s 79 et devance la Jamaïque et le Royaume-Uni.
En décembre 2022, elle est élue athlète féminine de l'année par la Fédération Internationale d'athlétisme.

### De nouveaux objectifs et forfait aux Mondiaux (2023)
Au vu de ses performances réalisées sur 400 mètres haies, son entraineur Bob Kersee estime que son athlète est capable de battre le vieux record du monde du 400 m plat de l'Allemande Marita Koch datant de 1985 (47 s 60). Sydney McLaughlin-Levrone fait sa rentrée le 9 juin 2023 lors du Meeting de Paris et se classe deuxième de l'épreuve du 400 m derrière la Dominicaine Marileidy Paulino, en établissant un nouveau record personnel en 49 s 71. 
Le 24 juin, à New York, elle porte ce record à 49 s 51. Aux Championnats des États-Unis d'athlétisme 2023, début juillet à Eugene, elle prend part à l'épreuve du 400 m, étant déjà qualifiée pour les championnats du monde sur 400 m haies en tant que tenante du titre. Elle s'empare du titre national en descendant pour la première fois sous les 49 secondes, en 48 s 74, devenant la 10e meilleure performeuse de tous les temps. Le 12 juillet 2023, son entraineur annonce sa participation sur 400 m lors des championnats du monde 2023, le calendrier serré ne lui permet en revanche pas de viser le doublé sur 400 m haies. Mais le 11 août, l'athlète annonce son forfait pour la compétition en raison d'une blessure mineure au genou, déclarant vouloir être en parfaite santé pour les Jeux olympiques de Paris 2024.

### 2024
Elle bat pour la quatrième fois son record du monde sur 400 m haies aux Trials à Eugene. Elle réalise un chrono en 50 s 65, reléguant la deuxième à presque 2 secondes. Le 8 aout 2024, elle remporte la finale des Jeux olympiques de Paris avec un nouveau record du monde, en 50 s 37, devançant d’une seconde et demie sa première dauphine et compatriote Anna Cockrell. Sur le relais 4 × 400 m, elle devient championne olympique en compagnie de Shamier Little, Gabrielle Thomas et Alexis Holmes dans le temps de 3 min 15 s 27, à 10/100es du record du monde.

## Palmarès

### International
| Date | Compétition                  | Lieu             | Rang | Épreuve     | Temps         |
| ---- | ---------------------------- | ---------------- | ---- | ----------- | ------------- |
| 2015 | Championnats du monde cadets | Cali             | 1re  | 400 m haies | 55 s 94       |
| 2016 | Jeux olympiques              | Rio de Janeiro   | DF   | 400 m haies | 56 s 22       |
| 2019 | Ligue de diamant             | Ligue de diamant | 1re  | 400 m haies | 52 s 85       |
| 2019 | Championnats du monde        | Doha             | 2e   | 400 m haies | 52 s 23       |
| 2019 | Championnats du monde        | Doha             | 1re  | 4 × 400 m   | 3 min 18 s 92 |
| 2021 | Jeux olympiques              | Tokyo            | 1re  | 400 m haies | 51 s 46       |
| 2021 | Jeux olympiques              | Tokyo            | 1re  | 4 × 400 m   | 3 min 16 s 85 |
| 2022 | Championnats du monde        | Eugene           | 1re  | 400 m haies | 50 s 68       |
| 2022 | Championnats du monde        | Eugene           | 1re  | 4 × 400 m   | 3 min 17 s 79 |
| 2024 | Jeux olympiques              | Paris            | 1re  | 400 m haies | 50 s 37       |
| 2024 | Jeux olympiques              | Paris            | 1re  | 4 × 400 m   | 3 min 15 s 27 |

### National
- Championnats des États-Unis d'athlétisme
  - vainqueur du 400 m haies en 2021 et 2022
  - vainqueur du 400 m en 2023

## Records

### Records personnels

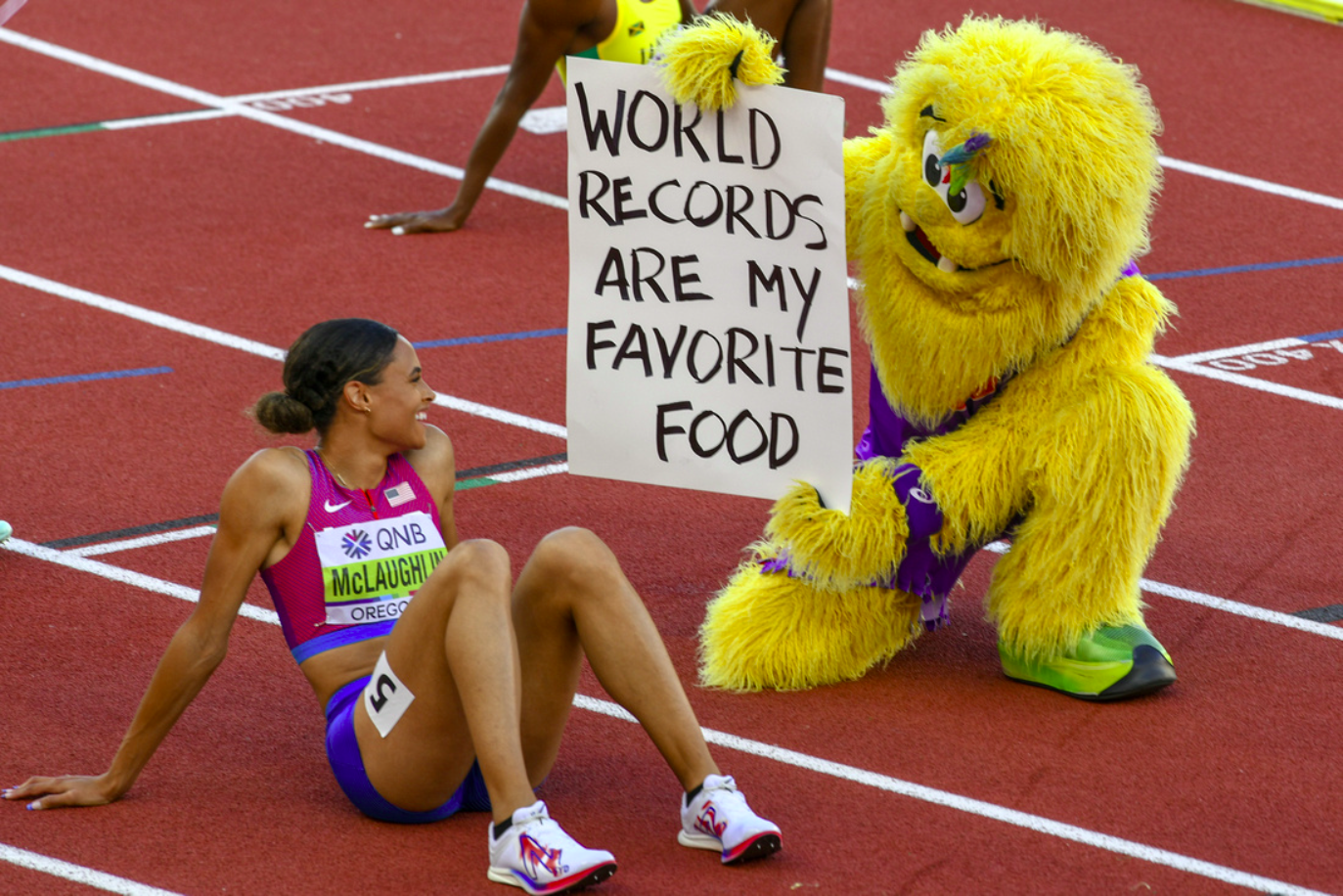
Sydney McLaughlin après son record du monde du 400 m haies établi lors des championnats du monde 2022.

| Épreuve      | Performance   | Lieu            | Date            |              |
| En plein air | En plein air  | En plein air    | En plein air    | En plein air |
| ------------ | ------------- | --------------- | --------------- | ------------ |
| 200 m        | 22 s 07       | Los Angeles     | 18 mai 2024     |              |
| 400 m        | 48 s 74       | Eugene          | 9 juillet 2023  |              |
| 100 m haies  | 12 s 65       | Walnut          | 9 mai 2021      |              |
| 400 m haies  | 50 s 37 (WR)  | Paris           | 8 août 2024     |              |
| En salle     |               |                 |                 |              |
| 200 m        | 22 s 68       | College Station | 9 mars 2018     |              |
| 300 m        | 36 s 12       | Bloomington     | 8 décembre 2017 |              |
| 400 m        | 50 s 36 (WJR) | College Station | 10 mars 2018    |              |
| 60 m haies   | 8 s 17        | New York        | 15 mars 2015    |              |
| Longueur     | 6,29 m        | New York        | 28 février 2017 |              |

### Meilleures performances par année
| Année | Temps   | Date             | Lieu       | Rang |
| ----- | ------- | ---------------- | ---------- | ---- |
| 2014  | 55 s 63 | 6 juillet 2014   | Eugene     | 27   |
| 2015  | 55 s 28 | 1er juillet 2015 | Lisle      | 20   |
| 2016  | 54 s 15 | 10 juillet 2016  | Eugene     | 9    |
| 2017  | 53 s 82 | 25 juin 2017     | Sacramento | 7    |
| 2018  | 52 s 75 | 13 mai 2018      | Knoxville  | 1    |
| 2019  | 52 s 23 | 4 octobre 2019   | Doha       | 2    |
| 2020  | N/A     | N/A              | N/A        | N/A  |
| 2021  | 51 s 46 | 4 août 2021      | Tokyo      | 1    |
| 2022  | 50 s 68 | 22 juillet 2022  | Eugene     | 1    |
| 2023  |         |                  |            |      |
| 2024  | 50 s 37 | 8 août 2024      | Paris      | 1    |

| Année | Temps   | Date           | Lieu             | Rang |
| ----- | ------- | -------------- | ---------------- | ---- |
| 2014  | 53 s 78 | 31 mai 2014    | Egg Harbor City  |      |
| 2015  | 52 s 59 | 30 mai 2015    | South Plainfield |      |
| 2016  | 51 s 87 | 8 juin 2016    | Berkeley Heights |      |
| 2017  | 51 s 88 | 2 juin 2017    | Egg Harbor City  |      |
| 2018  | 50 s 07 | 30 mars 2018   | Gainesville      |      |
| 2019  | 50 s 78 | 18 mai 2019    | Shanghai         |      |
| 2020  | N/A     | N/A            | N/A              | N/A  |
| 2021  | 51 s 16 | 16 avril 2021  | Azusa            |      |
| 2022  | N/A     | N/A            | N/A              | N/A  |
| 2023  | 48 s 74 | 9 juillet 2023 | Eugene           |      |

### Records du monde
| Temps   | Date            | Lieu   | Circonstance                      |
| ------- | --------------- | ------ | --------------------------------- |
| 51 s 90 | 27 juin 2021    | Eugene | Sélections olympiques américaines |
| 51 s 46 | 4 août 2021     | Tokyo  | Jeux olympiques                   |
| 51 s 41 | 25 juin 2022    | Eugene | Championnats des États-Unis       |
| 50 s 68 | 23 juillet 2022 | Eugene | Championnats du monde             |
| 50 s 65 | 30 juin 2024    | Eugene | Championnats des États-Unis       |
| 50 s 37 | 8 aout 2024     | Paris  | Jeux olympiques                   |

## Récompenses
- Trophée World Athletics de l'athlète de l'année en 2022